# 云南竹叶青蛇
云南竹叶青蛇（学名：Viridovipera yunnanensis）又名云南绿蝮，为蝰科绿蝮属的爬行动物，俗名绿牙蛇、青竹标、竹叶青蛇云南亚种。分布于缅甸、印度、尼泊尔、锡金以及中国大陆的云南、四川等地，常生活于栖山区树上和灌丛杂草间。其生存的海拔范围为1400至2600米。该物种的模式产地在云南腾冲。
其种加词 yunnanensis 意为“云南的”。

## 保护
本种于2023年被收录入《有重要生态、科学、社会价值的陆生野生动物名录》。